# Odlo Blond
Odlo Blond is een Belgisch bier van hoge gisting.
Het bier wordt sinds 2011 gebrouwen voor (T)Huisbrouwerij Odlo uit Olen in Brouwerij De Graal te Brakel.
Het is een goudblond bier met een alcoholpercentage van 6,7%. Dit was het eerste bier dat huisbrouwerij Odlo op de markt bracht.